# 费利克斯·博恩克
费利克斯·博恩克（德語：Felix Bohnke，1974年9月2日—），是德国力量金属乐队Edguy现任鼓手。在1998年乐队录制专辑Theater of Salvation前他成为乐队一员。
乐队的其他成员（以及一些粉丝）称他为“外星鼓手兔爷”，这种称呼源于专辑Mandrake中的一首“Save Us Now”。这也是为什么在现场专辑Burning Down the Opera里他的鼓独奏被称为“孤单兔爷的独鼓表演”。
他同时是Avantasia的现场鼓手并且在该乐队的最新两张专辑里参与了一些曲目。

## 链接
- Edguy官方网站 （页面存档备份，存于）